# Chevrotain aquatique
Hyemoschus aquaticus
Genre
Espèce
Répartition géographique
Statut de conservation UICN

 LC  : Préoccupation mineure
Statut CITES
Le chevrotain aquatique ou biche-cochon (Hyemoschus aquaticus) désigne une espèce de la famille des chevrotains (Tragulidae) que l'on rencontre en Afrique et seule représentante du genre Hyemoschus.

## Description générale[1],[2]
D'une taille à l'âge adulte de 60 à 110 cm de longueur totale (dont une queue très courte dépassant rarement 15 cm de long). Le poids varie entre 6 et 17 kg, avec des individus mâles généralement plus légers (dimorphisme sexuel). En effet, ils font en moyenne une dizaine de kg contre douze pour les femelles. La hauteur au garrot est de 30 à 40 cm. 
Le corps est compact, porté par des pattes fines et élancées. L'encolure est courte, la tête petite et étroite et les yeux grands. L'animal possède un nez caoutchouteux, avec des narines fendues pouvant se fermer en immersion. Le menton, la gorge et la poitrine sont couverts de poils rudes et marqué d’un « V » inversé blanc. Si aucun des deux sexes n'a de bois, les canines sont utiles pour capturer les poissons et se défendre, assez peu visibles chez les femelles, mais pouvant dépasser des lèvres chez les mâles. Les pieds rappellent des pieds de cochon. Ses pattes palmées avec des doigts développés, lui permettent une nage assez efficace, utile aussi pour distancer un prédateur. Le pelage est lisse, brun rougeâtre, avec des rayures et taches blanches longitudinales et il serait impliqué dans la flottabilité de l'animal grâce à une substance isolante.
L'animal est relativement nocturne (actif entre 17 h 30 et 6 h 00), ce qui est confirmé par des témoignages directs en milieu naturel comme en captivité, mais également par la pose de pièges photos / vidéos. 
L'espérance de vie serait d'environ 10 ans, avec des données jusqu'à un peu moins de 15 ans en milieu sauvage. 
Ce sont des mammifères relativement attentifs à leur progéniture : les soins parentaux et notamment maternels sont nombreux et le sevrage peut prendre jusqu'à six mois. Néanmoins, ces animaux (à l'âge adulte) sont assez solitaires ou évoluent en groupe familial très restreint. Ils se rencontrent donc assez peu dans la nature, sauf lors de la période de reproduction. Le système social rappelle celui des carnivores. Les femelles sont espacées sur des domaines vitaux isolés avec un minimum de recoupements. Les territoires des mâles recoupent ceux d'au moins 2 femelles. Les mâles matures sont séparés de plusieurs kilomètres.
Cette espèce est essentiellement piscivore et chasse les poissons en plongeant grâce à ses pattes palmées et à une membrane oculaire protégeant et assurant la vision sous l'eau , consomme aussi des végétaux ainsi que des insectes , crustacés , petits reptiles et même de petits mammifères .

## Distribution (Répartition et Habitat)[1],[2],[3]
Le chevrotain aquatique a vu ses populations drastiquement diminuer ces dernières décennies. C'est une espèce relativement endémique de certaines zones d'Afrique de l'Ouest subsaharienne et d'une partie du bassin congolais. Les deux grands groupes (super populations) seraient d'ailleurs assez séparés aujourd'hui. Celui de gauche serait surtout dans la partie sud de la Guinée au Ghana, et l'autre, plus à l'Est et au Sud, formerait un large rectangle, du Cameroun à l'Ouganda et de l'Angola à l'Ouest tanzanien. 
Pour ne citer que cet exemple, l'espèce était avant relativement présente en forêt humide côtière en Côte d'Ivoire, notamment depuis Sassandra jusqu'au Liberia. Aujourd'hui, les individus sont très rares hors des réserves, et mêmes au sein des aires protégées. L'espèce est aujourd'hui considérée comme de préoccupation limitée en termes de conservation, cela est notamment dû à un besoin de données scientifiques sourcées récentes.
L'habitat est assez limité aux vallées fluviales, zones marécageuses, et bas fonds de certaines forêts pluvieuses subtropicales africaines de plaine. L'espèce apprécie un couvert végétal dense, et n'en sort que très rarement le jour. Elle s'éloigne rarement d'un point d'eau douce constant (ou au moins qui dure dans le temps si saisonnier). 

## Illustrations

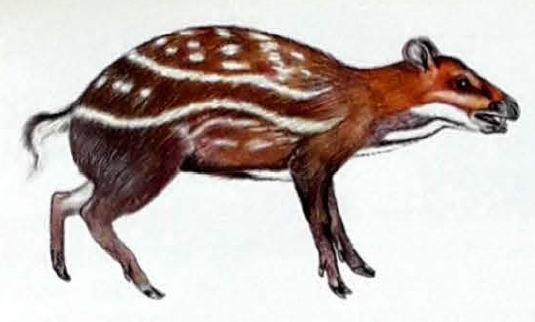
Chevrotain aquatique, issu du Guide des mammifères d'Afrique

### GenreHyemoschus
- (en) Mammal Species of the World (3e  éd., 2005) :  Hyemoschus
- (en) Catalogue of Life : Hyemoschus Gray, 1845 (consulté le 30 mars 2023)
- (en) Paleobiology Database : Hyemoschus  Gray 1845
- (fr + en) ITIS : Hyemoschus  Gray, 1845
- (en) Animal Diversity Web : Hyemoschus
- (en) UICN : taxon  Hyemoschus  (consulté le 6 janvier 2023)
- (fr + en) CITES : genre Hyemoschus (sur le site de l’UNEP-WCMC)

### EspèceHyemoschus aquaticus
- (en) Mammal Species of the World (3e  éd., 2005) :  Hyemoschus aquaticus
- (en) Catalogue of Life : Hyemoschus aquaticus (Ogilby, 1841) (consulté le 15 décembre 2020)
- (fr + en) ITIS : Hyemoschus aquaticus  (Ogilby, 1841)
- (en) Animal Diversity Web : Hyemoschus aquaticus
- (en) UICN : espèce Hyemoschus aquaticus (Ogilby, 1841) (consulté le 18 mai 2015)
- (fr + en) CITES : espèce Hyemoschus aquaticus (Ogilby, 1841)  (+ répartition) (sur le site de l’UNEP-WCMC)
- (fr) CITES : taxon  Hyemoschus aquaticus (sur le site du ministère français de l'Écologie) (consulté le 18 mai 2015)
- (en) Fonds documentaire ARKive : Hyemoschus aquaticus